# کیدانگ
کیدانگ (به لاتین: Qidong, Jiangsu) یک county-level city در جمهوری خلق چین است که در نانتانگ در شمال شانگهای واقع شده‌است. جمعیت این شهرستان نزدیک به ۱.۲ میلیون نفر می‌باشد.